# Ketabe ghanouin
Ketabe ghanouin (persisch کتاب قانون), auch Ketabe ghanoon, ist eine iranische Liebeskomödie und Drama aus dem Jahr 2009 von Maziar Miri. Das Drehbuch stammt von Mohammad Rahmanian, produziert wurde der Film von Mohsen AliAkbari. Der Film handelt von einer libanesischen Frau, die zum Islam konvertiert ist und mit dem Kontrast zwischen dem Verhalten iranischer Muslime und den Prinzipien der islamischen Religion zu kämpfen hat. Die Hauptrollen spielten Parviz Parastui und Darine Hamze.

## Handlung
Rahman Tavana, ein iranischer Regierungsangestellter, verliebt sich während einer Mission im Libanon in die Christin Juliet Khamse. Sie konvertiert schließlich zum Islam, ändert ihren Namen in Ameneh und zieht mit Rahman in den Iran. Dort angekommen, stellt sie fest, dass Handlungen iranischer Muslime, einschließlich ihres Mannes und seiner Familie, im Widerspruch zu den Lehren des Korans stehen, was sie nicht akzeptieren kann. So beschließt sie, in den Libanon zurückzukehren, wo sie eine Stelle als Lehrerin für Flüchtlinge annimmt.

## Auszeichnungen
Der Film hatte sieben Nominierungen beim Iranian Cinema House Festival. Er wurde auch für das Tokyo International Film Festival nominiert.